# Matthias Corvinus

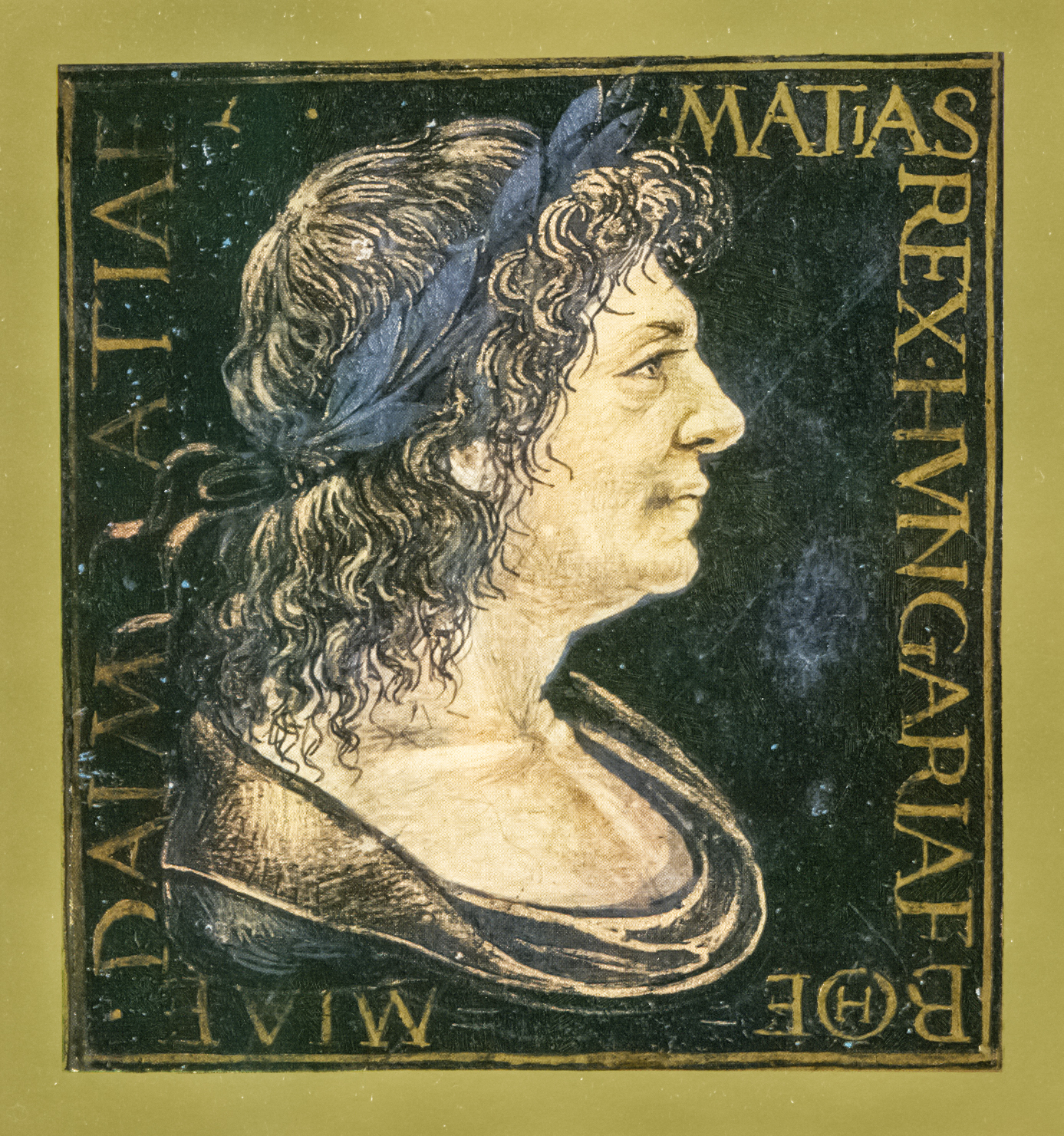
Matthias Corvinus ca. 1490 in einem Codex der Biblioteca Guarnacci, Volterra

Staatswappen während Corvinus’ Regierungszeit (nach einer Abbildung der Thuróczy-Chronik)

Matthias Corvinus, eigentlich Hunyadi (ungarisch Hunyadi Mátyás, rumänisch Matei Corvin oder Matia Corvin, kroatisch Matija Korvin und serbisch-kyrillisch Матија Корвин, slowakisch Matej Korvín, tschechisch Matyáš Korvín; slowenisch Kralj Matjaž, „König Matthias“; * 23. Februar 1443 in Klausenburg, Siebenbürgen; † 6. April 1490 in Wien), war von 1458 bis 1490 König von Ungarn und von Kroatien, von 1469 bis 1490 (Gegen-)König von Böhmen und Eroberer weiter Teile der Habsburgischen Erblande, die er von 1485 bis 1490 von Wien aus beherrschte.

## Name
Der Name Corvinus leitet sich ab von lat. corvus, „der Rabe“, der danach angenommene Beiname Corvinus hat seinen Ursprung in dem Familienwappen seines Geschlechts Hunyadi, das einen Raben zeigt. Dieser war seinem Großvater Voyk (Voicu) Corbu, einem von König Sigismund von Luxemburg in den ungarischen Adelsstand aufgenommenen Bojaren walachischer Herkunft 1409 bei seiner Standeserhebung und Belehnung mit dem Gut, der späteren Grafschaft Hunyad (Siebenbürgen) als Wappentier verliehen worden. Dessen Sohn Johann Hunyadi stieg zum mächtigsten ungarischen Heerführer und zeitweiligen Reichsverweser für den minderjährigen König Ladislaus Postumus auf und errichtete in Hunyad die Stammburg des Geschlechtes, die Burg Hunedoara.
Ein an seinem Hof arbeitender Gelehrter führte den Ursprung der Familie in der Form einer für die Renaissancezeit typischen in die Antike reichenden Abstammungslegende bis auf das römische Adelsgeschlecht der Corvini zurück. Es gibt weitere Bezüge zum Raben: Zum Familiengut der Hunyadi gehörte unter anderem der Rabenfelsen. Einer Sage nach wurde während einer Jagd Matthias’ Ring von einem Raben geraubt, den er geistesgegenwärtig abschoss, wodurch er seinen Ring wiedererlangte. Eine weitere Sage berichtet, dass ihm seine Mutter, als er als Geisel in Prag war, durch einen Raben Nachrichten schickte.

## Leben

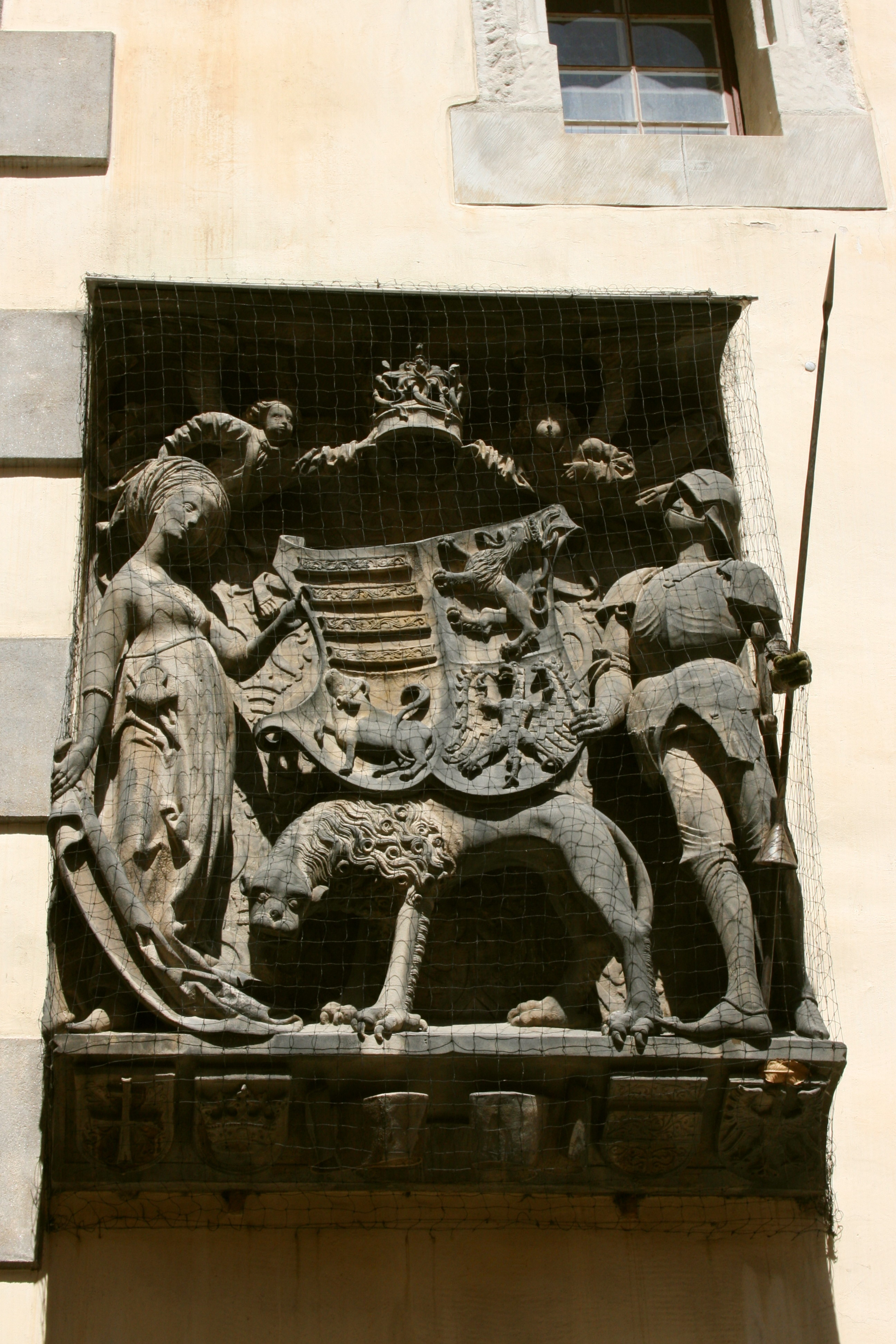
Corvinuswappen („am 20. September 1488 fertig aufgestellt“) am Görlitzer Rathausturm über der Rathaustreppe als Zeichen der Zugehörigkeit von Görlitz zur ungarischen Krone unter Corvinus

Matthias war der jüngere der beiden Söhne von Johann Hunyadi und Erzsébet (Elisabeth) Szilágyi von Horogszeg. Der Vater zeichnete sich als Kämpfer gegen die Osmanen aus, die er in mehreren großen Schlachten besiegte, unter anderem 1456 bei Nándorfehérvár (dem heutigen Belgrad), das er erfolgreich gegen eine türkische Belagerung entsetzte. Während der Minderjährigkeit des Königs Ladislaus Postumus war Johann Hunyadi Reichsverweser. Als sein Vater kurz nach dem Sieg über die Osmanen 1456 starb, wurde sein fast zwölf Jahre älterer Bruder László (Ladislaus) Hunyadi Oberhaupt der Familie und erbte die väterliche Würde eines Generalkapitäns von Ungarn. Der Machtkampf mit Graf Ulrich von Cilli, dem engsten Ratgeber des jungen ungarischen Königs Ladislaus Postumus, gleichzeitig Herzog von Österreich und König von Böhmen, führte wenige Monate später zur Ermordung Ulrichs von Cilli durch Ladislaus Hunyadi in Belgrad am 9. November 1456. Infolge der Ermordung des Ulrich von Cilli wurden Matthias und sein älterer Bruder László Hunyadi festgesetzt. Nach der Hinrichtung des Ladislaus Hunyadi am 16. März 1457 betrieb dessen Onkel Mihály Szilágyi den Aufstand und organisierte ein starkes Heer gegen die Krone, welche noch den jüngeren Neffen Matthias in Prag gefangen hielt. Nach dem unerwarteten Tod des jungen und kinderlosen Königs Ladislaus Postumus im Dezember 1457 wurde Matthias auf Betreiben des böhmischen Gubernators Georg von Podiebrad freigelassen. Dies beseitigte die Gefahr eines drohenden Bürgerkriegs, die gegnerischen Fraktionen konzentrierten sich auf die bevorstehende Königswahl. Der Thronfolgeanspruch von Anna von Österreich, der älteren Schwester des verstorbenen Königs Ladislaus, und ihrem Gatten Wilhelm III. von Sachsen stieß beim ungarischen Landtag sofort auf Ablehnung. Aufgrund seiner starken Truppenkonzentration konnte aber Mihály Szilágyi seinem Neffen Matthias gegenüber dem Palatin Ladislaus Gara und dem Woiwoden von Siebenbürgen, Nikolaus von Ujlaky, die Stimmenmehrheit sichern. Am 24. Januar 1458 wurde Matthias mit vierzehn Jahren zum König von Ungarn und sein Onkel Szilágyi bis zu dessen Volljährigkeit zum Reichsverweser gewählt. Er wurde dabei vom zum böhmischen König aufgestiegenen Georg von Podiebrad gestützt, der ihn 1463 mit seiner damals elfjährigen Tochter Katharina verheiratete.
Matthias machte sich mit seiner Thronerhebung den deutsch-römischen König Friedrich III. zum Feind, der gleichfalls die ungarische Königskrone beanspruchte und sich dabei vor allem auf den Adel Westungarns stützen konnte, der ein Hunyadi-Königtum mehrheitlich ablehnte. Eine Gruppe adeliger Magnaten wählte ein Jahr später, am 17. Februar 1459, Kaiser Friedrich III. auf Burg Güssing zum Gegenkönig. Friedrich konnte sich gegen Mathias nicht durchsetzen. Auf seinem Zug nach Güns im damaligen Westungarn wurde er vor Sonnenaufgang des 14. Aprils 1459 auf dem Lamplfeld bei Pinkafeld von Truppen des Ungarnkönigs unvermutet überfallen und nach heftigen Kämpfen zum Rückzug gezwungen.
Matthias konnte sich aber innenpolitisch durchsetzen, gestützt auf väterlichen Ruhm sowie Macht und Reichtum seiner Familie und die Hilfe Georgs von Podiebrad. Am 19. Juli 1463 wurde ein vorläufiger Vergleich (Friede von Ödenburg) geschlossen, der einige westungarische Gebiete (der Lage nach dem heutigen Burgenland ähnlich) an Österreich brachte. Dort blieben sie formell bis 1622. Matthias kaufte die in Wien verwahrte Heilige Stephanskrone von Friedrich für 80.000 Goldforint zurück und krönte sich am 29. März 1464 in der Basilika von Stuhlweißenburg.

### Krieg um die Herrschaft in Böhmen

#### Kreuzzug gegen König Podiebrad
In Böhmen verlor König Georg Podiebrad in den Spannungen zwischen Hussitismus und der vorwiegend katholischen Hochadelspartei sukzessive an Autorität und verfiel 1466 dem päpstlichen Bannspruch. Dessen Exekution wurde Matthias von Ungarn übertragen. Mit dem Bann entthronte Papst Paul II. König Georg von Podiebrad als „Ketzer“ und ließ gegen die böhmischen Utraquisten abermals den Kreuzzug verkünden. 1467 suchte die Römische Kurie sowie auch Kaiser Friedrich III. nach Corvinus Hilfe gegen Podiebrad. Im Jahr zuvor hatte der Breslauer Bürgermeister Lukas Eisenreich Corvinus unerwartet aber zu dessen Dank ein starkes, unter anderem von Bischof Rudolf begleitetes Reiterheer gesandt. Am 22. August 1468 verpflichtete Eisenreich die Stadt Breslau sehr zum Unmut der Bürger zur Heerfolge Corvinus’.
Nach Nehring zeigte sich in seiner Politik Mathias’ gegenüber Georg von Podiebrad, dass es ihm zu keinem Zeitpunkt um die Bekämpfung der Utraquisten als Ketzer, sondern allein um die Bekämpfung der auf den ungarischen Thron erhobenen Ansprüche und um Ausweitung seiner Machtbasis ging. Als defensor fidei verband Matthias geschickt die Interessen der Kurie mit den seinen und baute daraus einen Teil seiner Herrschaftsideologie auf.
1469 rückte Matthias mit dem – wegen mangelnder Rekatholisierung Böhmens nach den Hussitenkriegen erteilten – Segen des Papstes mit seiner Streitmacht nach Mähren ein, um seinen ehemaligen Schwiegervater Georg von Podiebrad – Katharina war 1464 als 14-Jährige im Kindbett gestorben – als böhmischen König zu stürzen. Er wurde jedoch von Georg in der Schlacht bei Vilémov in Ostböhmen geschlagen und musste sich zum Frieden verpflichten.
Eine anschließende Unterredung König Matthias’ mit den päpstlichen Legaten Roverella und dem einflussreichen Inquisitor Gabriele Rangoni in Brünn im März/April verhinderte jedoch einen Friedensschluss zwischen König Georg und König Matthias.
Auf Wunsch der Grünberger Allianz ließ er sich dennoch in Olmütz 1469 zum Gegenkönig in Böhmen wählen, um sich die Möglichkeit zu schaffen, zum deutschen König gewählt zu werden. Er hatte früh erkannt, dass er nur mit Hilfe und den Ressourcen des Westens erfolgreich der immer stärker werdenden Bedrohung durch die Türken standhalten konnte. Papst Paul II., der seinen Kampf gegen die Türken und die böhmischen Häretiker stärken wollte, weihte 1470 die für Corvinus angefertigten Insignien Schwert und Hut. Ein Kurier mit päpstlichem Breve überbrachte die Ehrenzeichen im April 1471.
Der böhmische Staat wurde damit faktisch geteilt: Georg von Podiebrad regierte jetzt nur in den utraquistischen Teilen Böhmens.

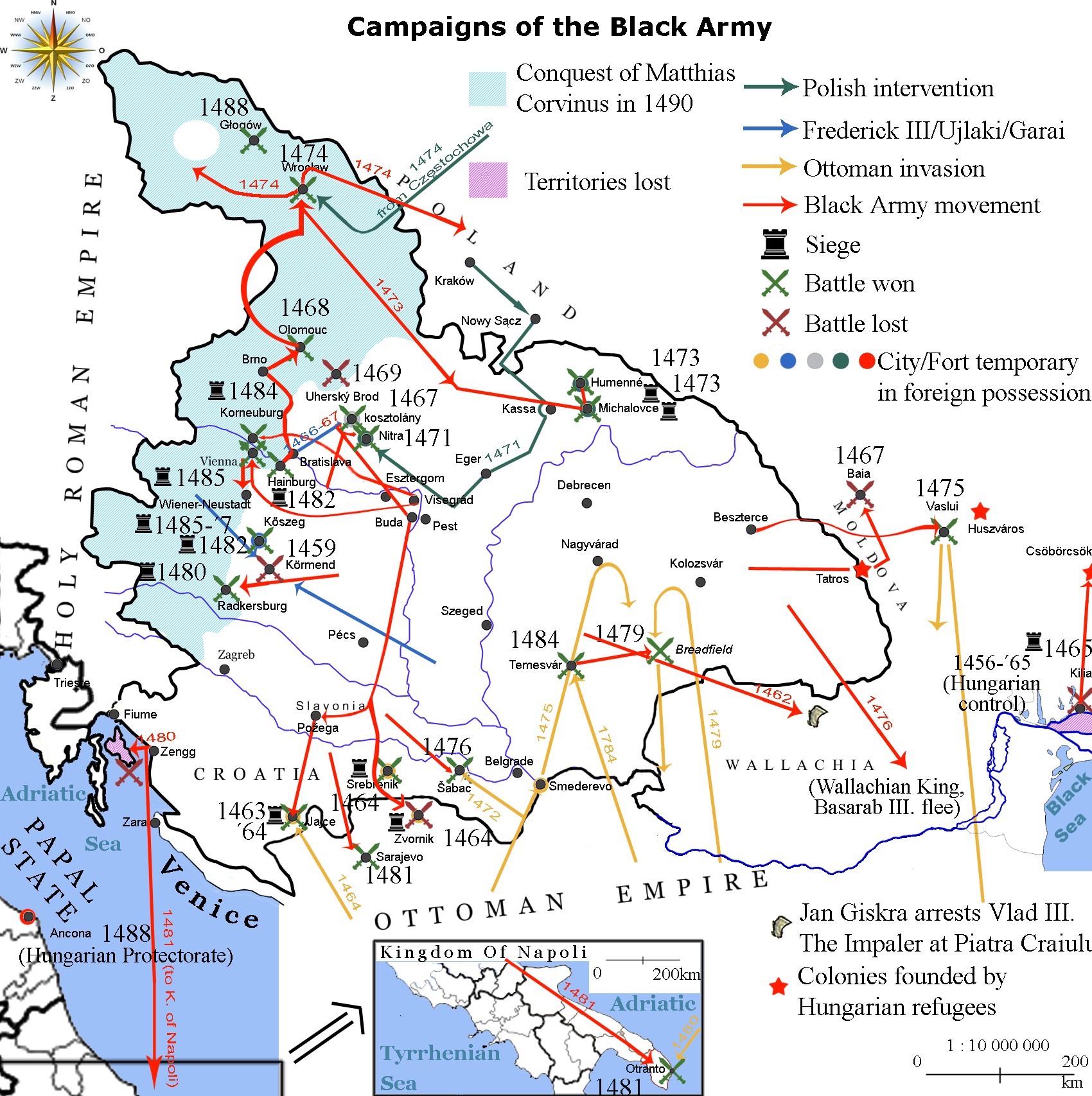
Matthias Corvinus’ Kriege und Erwerbungen

Europa am Ende der Herrschaft von König Matthias

Der plötzliche Tod Georg von Podiebrads 1471 kam Matthias zu Hilfe. Er konnte aber das eigentliche Böhmen nie erobern; seine Herrschaft erstreckte sich nur über die böhmischen Nebenländer Mähren, Schlesien (mit Breslau), Ober- und Niederlausitz. Trotzdem nannte er sich seit 1469 böhmischer König und ließ sich 1471 krönen. An der Krönungsfeierlichkeit in Iglau nahmen unter anderen der päpstliche Legat Lorenzo Roverella, der Olmützer Bischof Tas Protasius von Boskowitz und Černahora und der Propst von Vyšehrad, Johann von Rabstein, teil, die den ungarischen Monarchen bereits im Kampf gegen Georg von Podiebrad unterstützt hatten.

#### Auseinandersetzung mit den Jagiellonen
Vor seinem Tod hatte Podiebrad jedoch einen Erbvertrag mit König Kasimir IV. von Polen geschlossen. Georg sah sich aufgrund seiner kritischen Situation veranlasst, auf einem böhmischen Landtag im Juni 1469 in Prag den Polenprinzen Vladislav als seinen möglichen Nachfolger zu bestellen, um dadurch den polnischen König Kasimir IV. gegen Matthias zu gewinnen. Der böhmische Reichstag wählte deswegen nach Podiebrads Tod in Kuttenberg dessen 15-jährigen Sohn Wladislaw am 27. Mai 1471 zum König. Matthias Corvinus hatte durch hohe Steuern die Unterstützung der katholischen Stände verloren. Wladislaw wurde von starken polnischen Truppen nach Prag begleitet und dort am 21. August zum König von Böhmen gekrönt. Doch wurde Matthias Corvinus nur einen Tag später von Papst Paul II. ebenfalls als solcher anerkannt. Um zu verhindern, dass sich Matthias Corvinus Böhmen einverleibt, unterstützte Friedrich III. den Jagiellonen Wladislaw. Es folgte ein Krieg um die Herrschaft in Böhmen. Mathias konnte sich nicht gegen die Wahl des neuen böhmischen Königs Vladislaw II., Sohn König Kasimirs IV. von Polen, durchsetzen, der zusammen mit seinem Vater und Kaiser Friedrich III. eine Koalition gegen Ungarn schloss. Matthias suchte mit Rückendeckung der Kurie, die sein Engagement bei der Bekämpfung der Türken honorieren wollte, sich dennoch durchzusetzen und auf dem großen Regensburger Tag von Juli / August 1471 die Unterstützung von Kaiser und Fürsten zu gewinnen. Die Fürsten verweigerten jedoch ihre Anerkennung mit dem Argument, nur ein Deutscher dürfe die höchste weltliche Kurwürde des Reiches bekleiden. Sie bezogen sich offenbar auf das 31. Kapitel der Goldenen Bulle, in dem vorausgesetzt wird, dass die Kinder der weltlichen Kurfürsten zuerst die deutsche Sprache lernen. Ihrem Verständnis nach kamen daher weder Vladislav noch Matthias als König von Böhmen infrage, Friedrich Ill. wich einer Entscheidung aus, versagte Matthias die Unterstützung und entschied sich damit indirekt für Vladislav, ohne diesen jedoch zu belehnen.
Um den Kaiser unter Druck zu setzen, fiel Matthias zu Beginn des Jahres 1472 in dessen österreichische Erbländer ein und schlug sich auf die Seite der dortigen Adelsopposition. Er fühlte sich – seinem Verständnis nach als König von Böhmen und damit als oberster Kurfürst des Heiligen Römischen Reiches – verpflichtet, die rebellierenden österreichischen Untertanen so lange zu unterstützen, bis Friedrich Ill. ihnen ihre Privilegien zugestehen würde. Letzterer zeigte nun seine Bereitschaft, mit Matthias über die böhmische Königskrone zu verhandeln, ohne dass jedoch ein konkretes Ergebnis erzielt wurde. Die Spannungen blieben bestehen und führten zu einer Annäherung des Kaisers an die Jagiellonen. Am 11. März 1474 verbündete sich Friedrich Ill. mit König Vladislav gegen Matthias. Vladislav versprach dem Kaiser militärische Hilfe gegen Ungarn, während dieser die bisher ausgebliebene Belehnung mit den böhmischen Regalien zusicherte.
In den folgenden Auseinandersetzungen behielt jedoch Matthias die Oberhand und zwang Vladislav und Friedrich Ill. zu einem bis zum 25. Mai 1477 währenden Waffenstillstand. Nach der Niederlage des jagiellonischen Heeres in Schlesien musste die Koalition im Waffenstillstand von Breslau am 8. Dezember 1474 de facto die Herrschaft Mathias’ über die östlichen Kronländer Böhmens anerkennen; dies galt auch für die Hohenzollern, Wettiner und Wittelsbacher, die ihre böhmische Lehen von Matthias bestätigen ließen.
Der Kaiser nutzte die Zeit, um einen neuen Krieg gegen Ungarn vorzubereiten, und verlieh dem mit einem Heer nach Wien gezogenen Vladislav am 10. Juni 1477 die Kurfürstenwürde und die Reichslehen. Interessanterweise wurde das Konzept der Urkunde, wonach Vladislav mit dem Königreich Böhmen, der Markgrafschaft Mähren, mit Kurfürstentum und Erzschenkenamt belehnt werden sollte, auf die letzten beiden Punkte reduziert und mit dem allgemeinen Passus versehen, dass die Belehnung mit den zur Krone Böhmens gehörigen Fürstentümern, Markgrafschaften und Landen erfolgt sei. Den Treueid wiederum leistete Vladislav laut kaiserlicher Lehnsurkunde gegenüber Friedrich Ill. nur als Kurfürst und Erzschenk und nicht als König von Böhmen (das heißt „in kurfürstlicher Kleidung“). Diese Unterstützung Vladislaws beantwortet Matthias Corvinus mit einem kriegerischen Einfall in Niederösterreich (2. Ungarnkrieg).
Matthias’ neuerlicher Sieg über die Verbündeten trug ihm im Vertrag von Korneuburg (am 1. Dezember 1477 von Friedrich III. in Gmunden unterzeichnet) die Anerkennung als böhmischer König durch den Kaiser ein. Der Friede von Korneuburg versprach keine lange Dauer. Matthias setzte seine aggressive Politik ungescheut fort und es rüsteten beide Teile.
Der Kampf um den Thron wurde 1479 durch den Frieden von Olmütz beendet, in dem das Königreich Böhmen zeitweise unter beiden Herrschern, Vladislav II. Jagellonský und Matthias Corvinus, aufgeteilt wurde. In Böhmen selbst behauptete sich der von den dortigen Ständen erwählte Vladislav II., der später auch die Nachfolge von Mathias Corvinus in Ungarn antreten sollte, während der Besitz der so genannten Nebenländer der böhmischen Krone (Mähren, Schlesien, Lausitz) und des Königstitels Matthias belassen blieben. Beide Herrscher konnten den böhmischen Königstitel offiziell benutzen, und der Überlebende hatte Anspruch auf die Herrschaft in allen Kronländern.
1462 suchte Vlad III. Drăculea (genannt rumänisch Țepeș, deutsch der Pfähler) auf seiner Flucht vor den Türken Schutz bei Matthias Corvinus, der nun König von Ungarn war. Dieser ließ Vlad jedoch in den Kerker werfen (zeitweise auch auf der Burg Hunedoara); erst als Corvinus’ Verwandte Ilona Szilágyi sich in Vlad verliebte, wurde er teilweise begnadigt. In Südungarn gründete Matthias 1471 zum besseren Schutz der Grenzen das serbische Despotat. Nach verschiedenen Siegen gegen die Türken erreichte das ungarische Herrschaftsgebiet unter Matthias Corvinus seine größte Ausdehnung. Es reichte von der Lausitz bis ins heutige Bulgarien.
Am 22. Dezember 1476 heiratete er in zweiter Ehe Beatrix von Aragón. Die Auseinandersetzungen mit Friedrich III. dauerten weiterhin an, obgleich sie durch verschiedene Waffenstillstände und Friedensverträge immer wieder unterbrochen wurden.

### Krieg gegen Kaiser Friedrich III.

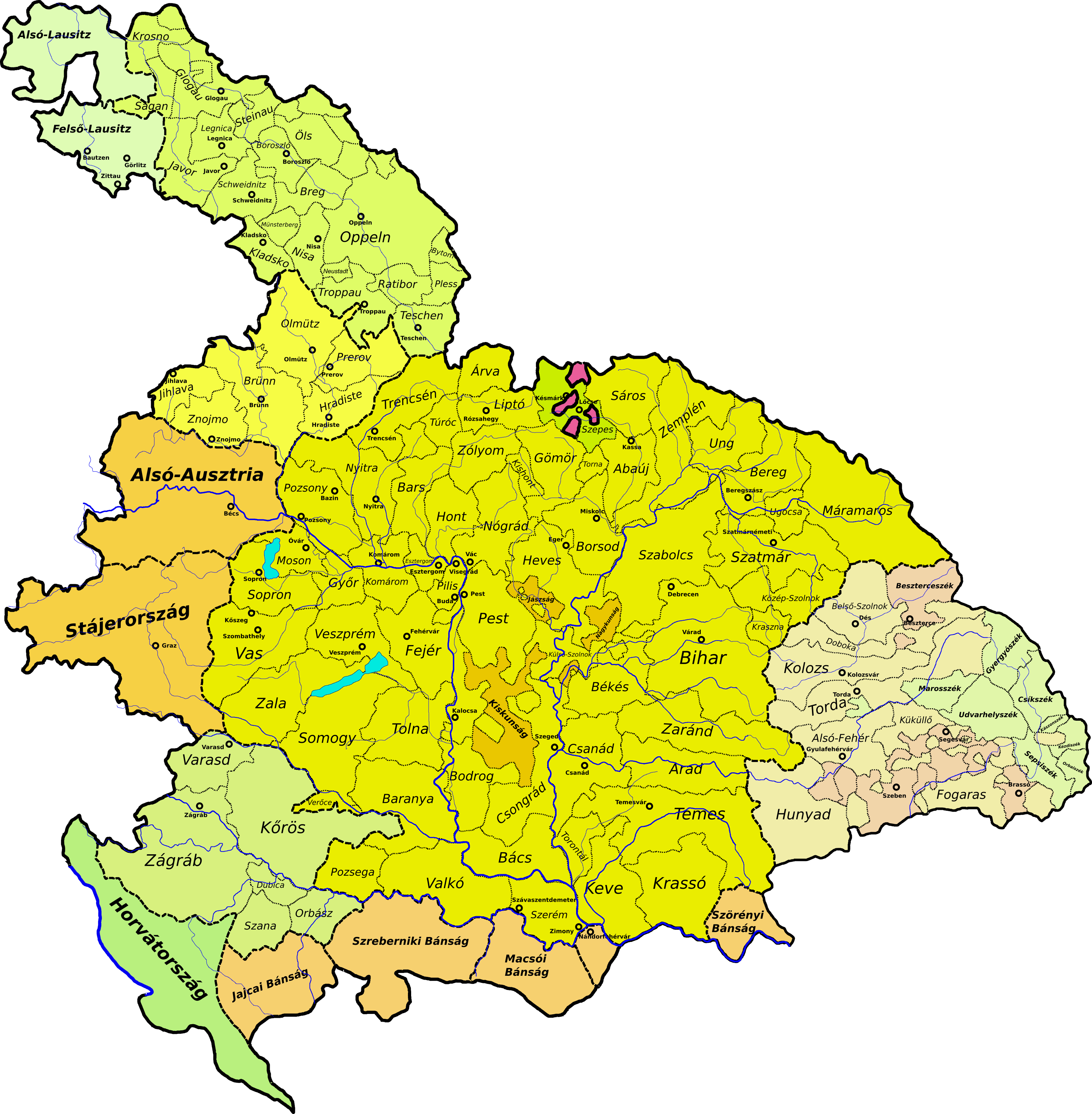
Reich des Matthias Corvinus in seinen letzten Jahren 1485–90 mit Ländern und autonomen Rechtsgebieten (farbig) und Verwaltungseinheiten.
Eroberte Länder im Westen:
blassgrün im äußersten Nordwesten: Markgrafschaften Nieder- und Oberlausitz;
hellgrün: Herzogtümer in Schlesien (siehe Geschichte Schlesiens);
hellgelb: Markgrafschaft Mähren mit mährischen Kreisen;
orangebraun: Erzherzogtum Österreich unter der Enns (Niederösterreich) und Herzogtum Steiermark.
Länder und autonome Rechtsgebiete der Krone Ungarns:
gelb: Kernland mit Komitaten;
orangebraun im Zentrum: autonomes Gebiet Jazygien, Groß- und Klein-Kumanien;
grün im mittleren Norden: autonome Zips mit an Polen verpfändeten Teilen (violett);
im Südosten Siebenbürgen mit Territorien der Nationen: blass–grün: Szeklerland und Szeklerstühle; blass–lila: Königsboden und Stühle der Siebenbürger Sachsen; blass–gelb: Komitatsboden und Komitate;
hellbraun im Süden: Grenz-Banschaften;
grün im Südwesten: in Realunion verbundenes Königreich Kroatien und Slawonien mit der Banschaft Slawonien (hellgrün) mit Gespanschaften und der Banschaft Kroatien (grün).

(siehe auch Nachfolgekämpfe zwischen Ungarn und Österreich)
Trotz des Ausgleichsvertrags von Altofen vom Februar 1474 spitzte sich das Ringen der beiden böhmischen Könige Wladislaw und Matthias um Anerkennung und Unterstützung unter immer stärkerer Einbeziehung des Kaisers und seiner Lande sehr rasch wieder zu. Entscheidend für den offenen Bruch Matthias’ mit Friedrich III. wurden die Flucht des Graner Erzbischofs Johann Beckenschlager mit dem gesamten Kirchenschatz der reichsten Diözese Ungarns in die kaiserlichen Erblande (Februar 1476) und die rechtliche Anerkennung Wladislaws II. als König von Böhmen durch den Kaiser im Juni 1477.
Am 12. Juni 1477 erklärte Matthias Friedrich in dessen Eigenschaft als Herr der österreichischen Erblande den Krieg; der rasche Erfolg seiner nach Westen entsandten Truppen erzwang mit dem Friedensvertrag von Gmunden-Korneuburg (1. Dezember 1477) die Anerkennung des böhmischen Königtums Corvinus’ durch den Kaiser. Neben dem nominellen Titel eines Königs von Böhmen sicherte sich Matthias die Herrschaft über Mähren, Schlesien und die Lausitz. Kaiser Friedrich III. wurde zu einer Zahlung von 100.000 Gulden verpflichtet.
Die Rivalität mit Friedrich III. musste sich zuspitzen, und dies umso mehr, als Friedrich den Corvinen auch verdächtigte Ambitionen auf die Kaiserkrone zu hegen. Wichtige Bundesgenossen in diesem Konflikt mit dem Habsburger fand der ungarische König in den wittelsbachischen Herzögen Albrecht IV. (München-Oberbayern), Ludwig IX. (Landshut-Niederbayern) und Friedrich I. (Pfalz). Durch geschickte Politik verhinderte Corvinus sämtliche möglichen Bündnisse Friedrichs. Der Kaiser hatte keine Möglichkeit, ihn aufzuhalten. Er besaß kein Geld, um eigene Truppen aufzustellen, oder Verbündete, die bereit waren für ihn gegen die Ungarn zu kämpfen. Nachdem es 1482 im Rahmen der Nachfolgekämpfe zwischen Ungarn und Österreich um das Königreich Böhmen erneut zum Krieg zwischen Matthias Corvinus und Friedrich III. gekommen war, besetzten die ungarischen Truppen weitere große Teile der Habsburgischen Erblande. Matthias Corvinus gelang es dabei, Westungarn zurückzuerobern. Bis 1482 wurden alle Orte rund um Wien erobert, 1482 etwa Hainburg und 1483 Klosterneuburg. Dazu hatte König Matthias drei Armeen aufgeboten. Die von István Dávidházy († 1484) geführte Armee belagerte Bruck an der Leitha, die von Tobias von Boskowitz und Černahora kommandierte Armee machte sich auf, um weitere Orte in Niederösterreich zu erobern und die Bruck belagernden Truppen zu sichern, und die dritte Armee, die von Péter Geréb geführt wurde, marschierte in die Steiermark und in Kärnten ein, um hier die Streitkräfte Friedrichs III. zu binden. Nachdem Bruck und seine Zitadelle gefallen waren, begannen die Ungarn im April 1484 mit der Belagerung von Korneuburg, die auch dem Ziel diente, Wien zu zernieren. Friedrich III. wollte den Verlust Korneuburgs unbedingt verhindern. Zum Entsatz der Stadt sandte er eine Feldarmee, die aber in der Schlacht bei Leitzersdorf eine Niederlage erlitt. Mit dem Ausgang der Schlacht war nicht nur das Schicksal Korneuburgs, sondern auch das Wiens besiegelt. Am 1. Juni 1485 zog König Matthias nach einer rund vier Monate währenden Belagerung als Sieger in die Stadt ein, wo er bis an sein Lebensende oft residierte. Nach dem Einzug in Wien huldigten ihm die Stände Österreichs unter der Enns (24. Juni). Fortan führte Matthias auch den Titel eines Herzogs von Österreich.
Im selben Jahr konnte Corvinus große Teile der Steiermark gewinnen. Kaiser Friedrich III. hatte sich inzwischen nach Linz zurückgezogen. Bis 1487 wurde mit Unterstützung zahlreicher österreichischer Adeliger ganz Niederösterreich mit Ausnahme von Krems erobert, am 17. August kapitulierte auch das hartnäckig verteidigte Wiener Neustadt. Matthias residierte bevorzugt in Wien, wo er in der Burg (heute Schweizertrakt der Hofburg) aufwändig Hof hielt. 1490 starb er dort unerwartet, woraufhin Österreich wieder von Friedrich zurückgewonnen werden konnte. Königin Beatrix und der Hofstaat begaben sich noch im selben Monat nach Ungarn. Ungarn und Böhmen blieben nach dem Vertrag von Olmütz von 1479 vereinigt und fielen König Vladislav II. aus dem Geschlecht der Jagiellonen zu. Weitere Bewerber um die Krone waren Johann II. von Sagan, Maximilian von Habsburg, der polnische Prinz Johann Albrecht und die Königswitwe Beatrix.
Die ungarischen Stände entschieden sich am 15. Juli 1490 für den böhmischen König Wladislaw aus dem Haus der Jagellonen, der zwar, so wie Matthias Corvinus, den Titel eines Herzogs von Österreich führte, sich aber gegenüber dem Reichsheer des Kaisersohnes Maximilian I. nicht behaupten konnte. Noch im August 1490 zog Maximilian kampflos in Wien ein. Mit dem am 7. November 1491 von Wladislaw, Maximilian und Friedrich III. unterzeichneten Frieden von Pressburg wurde der Krieg und die ungarische Herrschaft in Österreich endgültig beendet.
Matthias hinterließ keine ehelichen Kinder, nur den unehelich geborenen Sohn Johann Corvinus (Corvin János) mit der Bürgerstochter Barbara Edelpöck. Trotz der Bemühungen des Vaters, ihn zu legitimieren und auf den Thron zu bringen, wurde Johann Corvinus nach dem Tod von König Matthias in der Erbfolge übergangen.
Matthias wurde in der Basilika von Székesfehérvár bestattet.

## Die Schwarze Armee

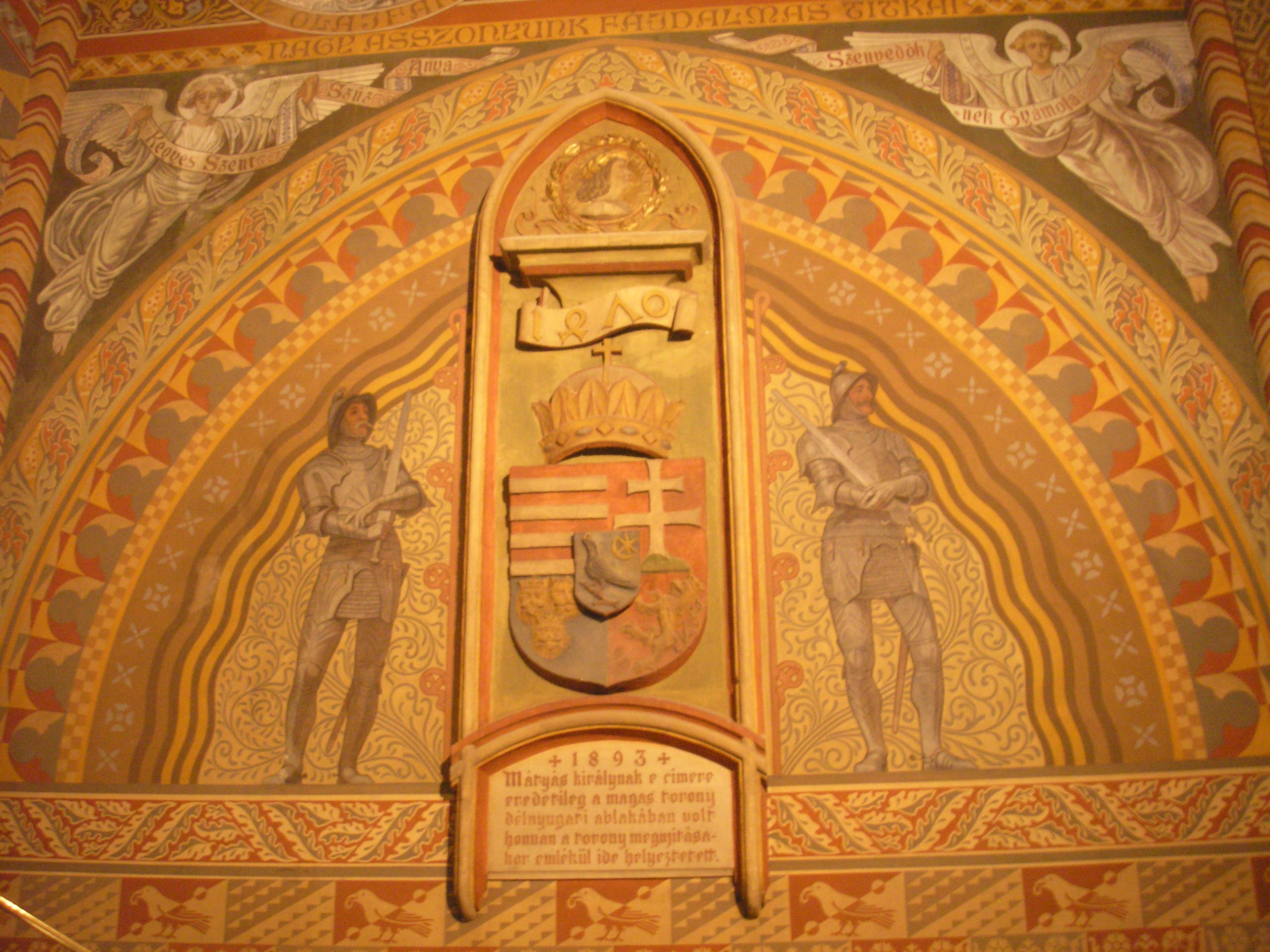
Das „Rabenwappen“ in der Matthiaskirche in Buda flankiert von Soldaten der Schwarzen Armee

Abweichend von der bis dahin gängigen Praxis, stützte sich Matthias Corvinus nicht allein auf das im Kriegsfall aufgerufene Adelsaufgebot, sondern rekrutierte eine dauerhaft unter Waffen stehende Söldnerarmee. Den Prototyp eines frühneuzeitlichen Stehenden Heeres hatte Frankreich 1445 mit den Ordonnanzkompanien ins Leben gerufen. Corvinus’ sogenannte „Schwarze Armee“ (Fekete Sereg) wurde zwischen 1459 und 1460 rekrutiert, bestand aus etwa 8.000 bis 10.000 Soldaten und war die Grundlage seiner Macht. Sie setzte sich hauptsächlich aus nichtungarischen Soldaten zusammen. An ihrer Spitze standen im Laufe der Zeit mehrere berühmte Heerführer wie Balázs Magyar, István Báthory oder der walachische Fürst Vlad Țepeș, die Serben Jakšić und Branković, der türkische Thronanwärter Bajezid Callixtus Ottomanus sowie der ungarische Edelmann Pál Kinizsi. Er war es auch, der nach Corvinus’ Tod 1494 die plündernden Reste der Schwarzen Armee zerschlug. Nach dem Tod des Königs hatte die Truppe keinen Sold mehr erhalten und versucht, sich an der Landbevölkerung schadlos zu halten.

## Kulturpolitik

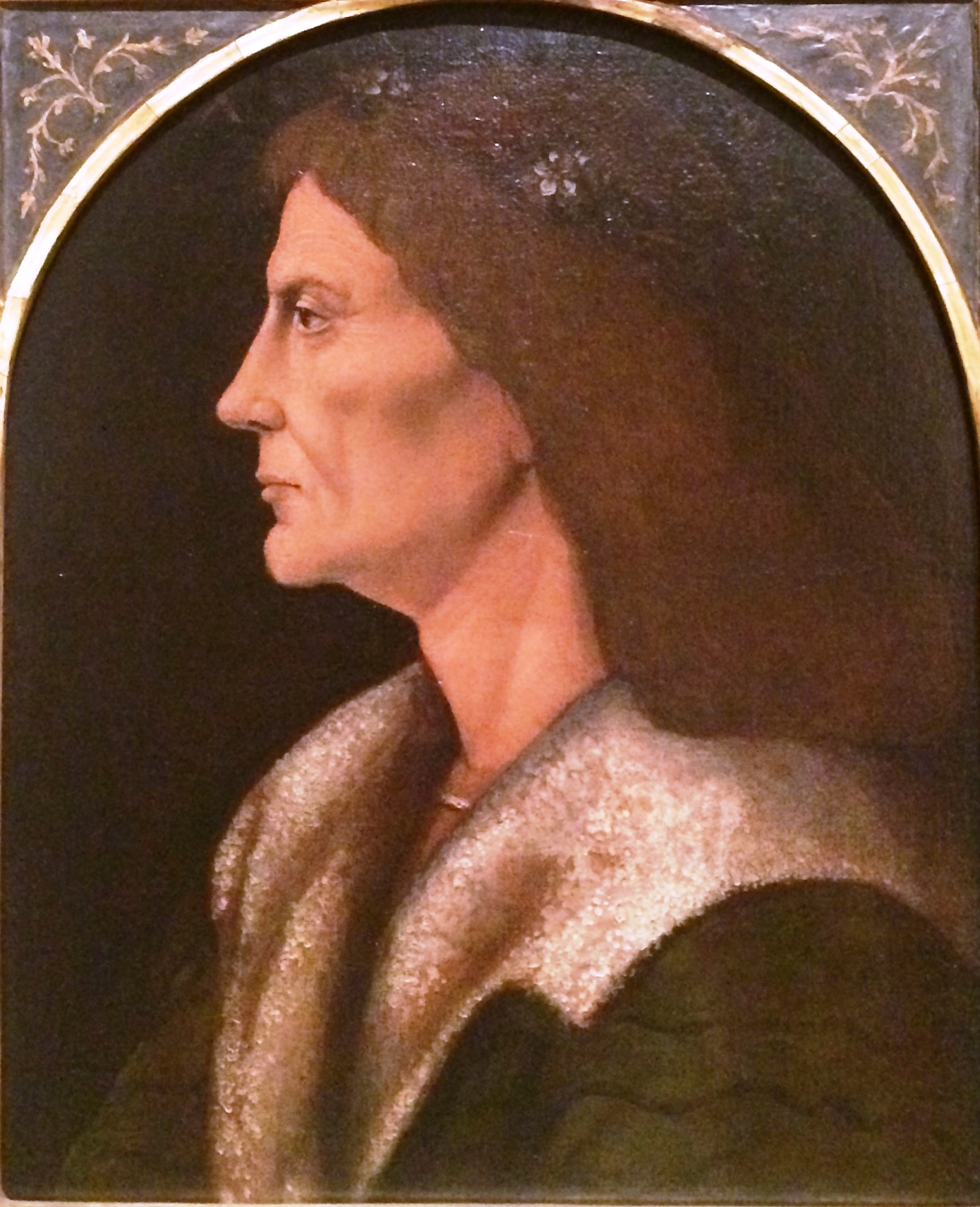
Matthias Corvinus (posthumes italienisches Porträt um 1510)

Kulturhistorisch ist die Herrschaft von Matthias Corvinus vor allem durch seine Rezeption der italienischen Renaissance und des Renaissance-Humanismus bedeutsam. Bereits sein Erzieher Johann Vitez war durch diese neue Geistesströmung geprägt. Als Katalysator wirkte schließlich die Eheschließung mit seiner zweiten Frau, der neapolitanischen Prinzessin Beatrix von Aragón, 1476 in der Matthiaskirche. Buda und auch Wien profitierten sehr stark von den Renaissancekünstlern, die er an seinen Hof holte, und den engen Beziehungen, der er zu Florenz und Lorenzo il Magnifico aus der Medicifamilie unterhielt.
Seine Bibliotheca Corviniana war in den 1480er Jahren eine der größten Sammlungen wissenschaftlicher und philosophischer Schriften dieser Zeit. Sie umfasste etwa 5000 Bände, die teilweise über 1000 Golddukaten gekostet haben, darunter auch die sogenannten Corvinen. Corvinus hat Wesentliches dazu beigetragen, die Kultur der Renaissance und deren Weltsicht nördlich der Alpen heimisch werden zu lassen. Auf seinen Wunsch wurde 1465 in Pressburg (Bratislava) die Universitas Istropolitana gegründet, die aber schon 1490 wieder geschlossen wurde.

## Ehen und Nachkommen

### Ehen und Beziehungen
Matthias Corvinus heiratete in erster Ehe 1455 die kindliche Gräfin Elisabeth von Cilli (* 1441; † 6. November 1455), eine Tochter von Ulrich II. gefürstetem Graf von Cilli, Ban von Slawonien, Kroatien und Dalmatien, und dessen Gemahlin Katharina Kantakuzene Branković, einer Tochter des serbischen Despoten Đurađ Branković. Sie starb jedoch bald darauf, noch vor Vollzug der Ehe.
Er verlobte sich am 17. Jänner 1458 mit Anna Garay († nach 1460), einer Tochter des ungarischen Magnaten László II. Garay, der Ban of Macsó und Palatin von Ungarn war, und dessen Gemahlin Alexandra Piast († 1463), Prinzessin von Teschen. Die Ehe kam jedoch nicht zustande.
Matthias Corvinus heiratete in zweiter Ehe am 1. Mai 1461 die elfjährige Katharina von Podiebrad (* 11. November 1449; † 8. März 1464) Prinzessin von Böhmen, eine Tochter des böhmischen Königs Georg von Podiebrad und dessen erster Gemahlin Kunigunde von Sternberg. Drei Jahre nach der Vermählung wurde Katharina schwanger und hatte eine Totgeburt. Sie selbst starb mit vierzehn Jahren wenige Tage nach der Geburt im Kindbett und wurde in der Sigismund-Kirche in Budapest beigesetzt.
In dritter Ehe heiratete er in Neapel am 16. September 1476 und in Ungarn am 13. Dezember 1476, als ihr erster Gemahl, die 19-jährige Beatrix von Aragón (* 16. November 1457; † 23. September 1508), eine Tochter von Ferdinand I., König von Neapel (von 1458 bis 1494), und dessen erster Gemahlin Isabella de Clermont (* Januar 1424; † 30. März 1465), einer Tochter von Tristan de Clermont-Lodève, Graf von Copertino, und der Catherina del Balzo Orsini, einer Nachfahrin von Raimondo Orsini del Balzo.
Da die Ehe mit Beatrix von Aragón kinderlos blieb, versuchte Corvinus seinen unehelichen Sohn, Johann Corvinus, aus seiner Zeit als Witwer, zu seinem Nachfolger zu machen. Die Legitimierung des Sohnes war jedoch noch nicht abgeschlossen, als Corvinus starb, so dass der Sohn bei der Thronfolge übergangen wurde. Der Sohn stammte aus einer Verbindung mit der Österreicherin Barbara Edelpöck, die aus einer bürgerlichen Familie aus Stein an der Donau in Niederösterreich kam. Zeitgleich mit ihrem ehemaligen Geliebten ging auch sie eine weitere Ehe ein.

### Sohn
Johann Corvinus (* 2. April 1473; † 12. Oktober 1504) war Graf von Hunyadi. Da es seinem Vater nicht gelang, ihn als Thronfolger durchzusetzen, übertrug er ihm bedeutende Ämter und Ländereien: Ban von Kroatien und Slawonien sowie Herzog von Slawonien, Troppau, Leobschütz, Glogau und Liptau. Er heiratete 1496 die kroatische Adlige Beatrice de Frangepan (* 1480; † ca. 27. März 1510) aus dem Geschlecht Frankopan und eine Tochter des Bernardin Frankopan, Knez (Fürst) von Krk und Modruš (1453–1529) aus dessen Ehe mit Donna Luisa Marzano d’Aragona (ungarisch Lujza), einer Nichte von Beatrix. Seine drei Kinder starben jedoch schon als Kleinkinder.

## Nachwirkung

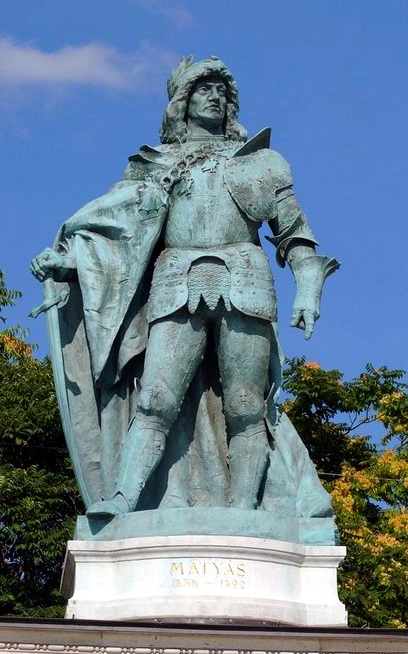
Matthias-Corvinus-Statue am Heldenplatz in Budapest

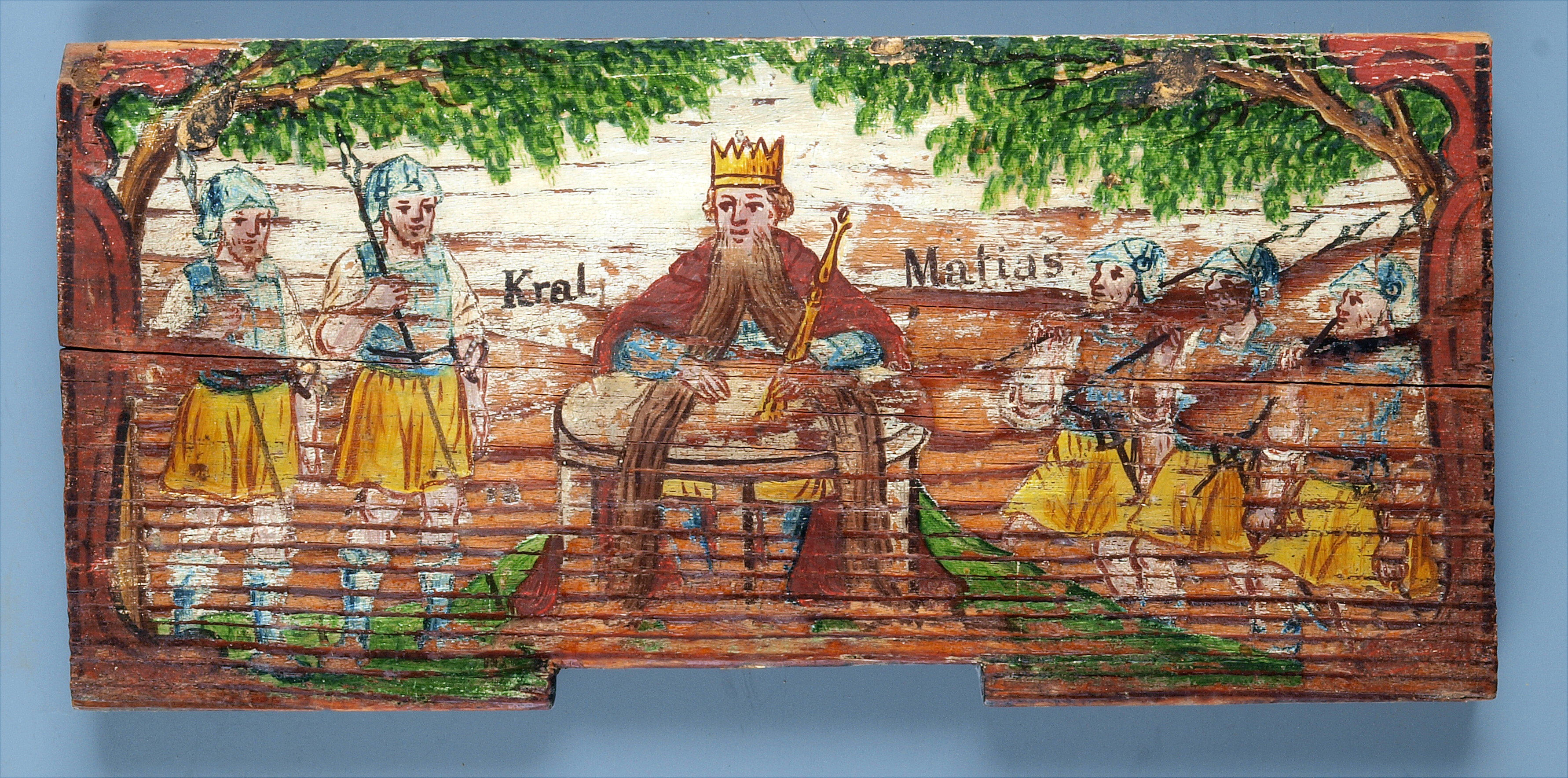
Kralj Matjaž wartet auf die Weltschlacht (Slowenisches Bienenbrett), gemalt von Leopold Layer

König Matthias ist in die Geschichte Ungarns nicht nur als geschickter Staatsmann und kluger Feldherr eingegangen, sondern ebenso als Förderer von Kunst und Wissenschaft, die er darin ein typischer homo novus geschickt zur Legitimierung seines Herrschaftsanspruchs einsetzte. Er öffnete Ungarn der Renaissancekultur und zog viele italienische Künstler und Gelehrte ins Land. Nur einen Abglanz der einstigen Pracht vermögen heute die Ausgrabungen im Bereich der Ofener Burg und des Sommerpalasts in Visegrád zu vermitteln, den ein Zeitgenosse, der päpstliche Legat Bartolomeo Maraschi, bewundernd als irdisches Paradies bezeichnete.
Unter seinen Hofhistoriographen ist Antonio Bonfini hervorzuheben, der in der für das Zeitalter Matthias’ bedeutendsten Quelle „Rerum Ungaricarum decades“ die Ursprünge und die Geschichte des ungarischen Volkes beschrieb und die Herkunft der aus dem Komitatsadel aufgestiegenen Hunyaden in Verbindung mit dem römischen Adelsgeschlecht der Corvini brachte.
Corvinus ist häufig die Urheberschaft am Spottvers Bella gerant alii, tu felix Austria nube zugeschrieben worden, der auf die (unter Corvinus’ Gegenspieler Friedrich von Habsburg besonders erfolgreiche) Heiratspolitik der Habsburger anspielt. Der erste Beleg für den Vers findet sich jedoch erst im 17. Jahrhundert.
Um Matthias Corvinus ranken sich zahlreiche Sagen. So soll er sich oft inkognito bewegt und sich unter anderem als Bettler oder Student verkleidet haben, um mehr über die Sorgen und Anliegen des Volkes zu erfahren. Diese Informationen soll er später als Gerichtsherr für eine gerechte Beurteilung verwendet haben. In Ungarn wird er heute noch Mátyás, az igazságos („Matthias, der Gerechte“) genannt. Einer slowenischen Sage nach wartet König Matthias (Kralj Matjaž) im Inneren des Berges Petzen, im Grenzgebiet zwischen Kärnten und Slowenien, mit seinen Getreuen auf eine Weltschlacht (sog. Bergentrückung). Wie viele Persönlichkeiten Siebenbürgens wurde er für nationale Mythen der Ungarn wie der Rumänen vereinnahmt, so wird sein Name etwa auch gemeinsam mit Ștefan cel Mare und Mihai Viteazul als historisches Vorbild in der Rumänischen Nationalhymne erwähnt, wo es in der dritten Strophe heißt: Priviți, mărețe umbre, Mihai, Ștefan, Corvine, româna națiune, ai voștri strănepoți („Schaut, erhabene Schatten, Michael, Stefan, Corvin, die rumänische Nation, eure Urenkel“).
In der Oberlausitz blieben zwei zeitgenössische Bildwerke erhalten; in Bautzen am Matthiasturm der Ortenburg ein überlebensgroßes Porträtrelief des Königs und in Görlitz ein königliches Wappen am Alten Rathaus (siehe obige Abbildung). Neuzeitliche Kopien des Bautzener Denkmals sind in Budapest (ehemaliges Dominikanerkloster auf dem Burgberg), Szeged (Franziskanerkirche) und im slowakischen Kráľova Lehota (Strobl-Villa) zu finden. In Budapest sind die Corvinus-Universität und das Mathias Corvinus Collegium nach ihm benannt.